# Pteromalus onerati
Pteromalus onerati är en stekelart som beskrevs av Fitch 1859. Pteromalus onerati ingår i släktet Pteromalus och familjen puppglanssteklar. Inga underarter finns listade i Catalogue of Life.